# Ileana Piattoni
Ileana Piattoni (Lerici, 24 febbraio 1957) è un'ex cestista italiana.

## Carriera
Con l'Italia ha disputato i Campionati mondiali del 1979.